# Evangelie van Eva
Het evangelie van Eva is een gnostische tekst waarvan slechts twee citaten bewaard zijn gebleven in de tekst van de Panarion, het belangrijkste werk van Epiphanius van Salamis (310|315 - 403). Epiphanius citeert die regels in het tekstdeel over de borborieten. Dit was een van meerdere gnostische groeperingen die waren voortgekomen uit de beweging van het sethianisme, die aan het eind van de vierde eeuw fragmenteerde. 
Epiphanius schreef over het bestaan van een evangelie van Eva dat hij aan de borborieten toeschreef en citeerde hieruit:
Ik stond op een hoge berg en zag een reusachtige man en een ander, een dwerg; en ik hoorde een stem van de donder en kwam naderbij om die te horen; en Hij sprak tegen mij: 'Ik ben jou en jij bent mij; en waar jij ook moge zijn daar ben ik ook; en ik ben in alles aanwezig. Ik ben overal verspreid en wanneer jij wil kan je mij samenbrengen en als je mij samenbrengt, breng jij jezelf tezamen'
Epiphanius zet de laatste zinnen van dit citaat in de context van het samenbrengen, verzamelen van sperma bij gebeurtenissen waar meerdere mannen zich masturberen. 
Het tweede citaat is:
Ik zag een boom die twaalf keer per jaar andere vruchten draagt en hij zei tegen mij: 'Dit is de boom van het leven'
Epiphanius voegde hier als uitleg aan toe dat "in apocriefe geschriften dit op allegorische wijze geïnterpreteerd wordt als de menstruatieperiodes".

## Achtergrond
Epiphanius schreef in zeer polemische taal tegen de gnostici en met name tegen de borborieten. Zij zouden een sterk afwijkende opvatting hebben over het ritueel van de eucharistie. In plaats van wijn en brood werden sperma en menstruatiebloed aangeboden en gegeten door de deelnemers aan de eucharistie. Het sperma was het lichaam van Christus en het bloed was het bloed van Christus. De notie achter dit handelen was de overtuiging, dat het goddelijke element in mensen en dus verlossing gerealiseerd werd door de overdracht van lichaamsvloeistoffen, die aan God werden aangeboden.
De borborieten zouden iedere vorm van vasten en ascese afwijzen. Zij wezen voortplanting af en noemden de vrouwelijke volgelingen dan ook maagden. Om die “maagdelijkheid” intact te laten, praktiseerden zij coitus interruptus. Als een vrouw toch zwanger werd, was abortus vereist en werd de foetus gegeten. Daarbij werd een vorm van gebed uitgesproken met onder meer de tekst Wij zijn niet bedrogen door de archont van lust, maar wij hebben de overtreding van onze broeder gezamenlijk gedeeld. In een ander tekstdeel in de Panarion citeert Epihanius  een andere tekst, Grote vragen van Maria , dat ook tot de literatuur van de borborieten behoorde. Ook daarin worden gebeurtenissen beschreven waarin het eten van sperma  een sacramentele betekenis had. 
Er is lang een academisch debat over de betrouwbaarheid van de teksten van Epiphanius op deze punten geweest. De standpunten varieerden van een grote mate van acceptatie van de teksten tot een totale afwijzing in termen van betrouwbaarheid. In meerdere gnostische teksten is mannelijk zaad een goddelijk element, dat tijdens het proces van verlossing een rol speelt. In die teksten wordt het woord zaad meer als een metafoor gebruikt. In de literatuur van het sethianisme had Seth de rol van de geestelijke vader en de hoeder van het geslacht van de gnostici. In een aantal gnostische teksten werd hij gelijkgesteld met Jezus Christus en had hij de rol van de verlosser. In de kosmogonie van deze groepen had Seth een betekenis die even belangrijk was als die van Christus en werd Christus ook wel geïdentificeerd met Seth als manifestatie van dezelfde goddelijke entiteit. Deze gelovigen zagen zichzelf als de nakomelingen of "het zaad" van Seth.
In de literatuur wordt niet uitgesloten, dat er gelovigen zijn geweest, die de tekst letterlijk namen. Er zijn ook meer gnostische teksten die van een vroegere datum dateren dan de Panarion, waarin praktijken zoals die van de borborieten beschreven worden en in dit geval veroordeeld. 
Zowel in de Pistis Sophia als in de Boeken van Jeu (tweede helft derde eeuw) is sprake van min of meer identieke seksuele rituelen. In het Tweede boek van Jeu verbiedt Jezus zijn discipelen de mysteriën te onthullen aan ...diegenen die het menstruatiebloed van hun onreinheid en het zaad van mannen eten en beweren dat zij de juiste kennis hebben en tot de ware God bidden. Hun God is slecht. Het toekennen van een sacramentele betekenis aan het eten van sperma is ook uit meerdere religieuze culturen bekend. 
De toeschrijving van het eerste citaat aan de borborieten is op het vakgebied min of meer onomstreden. Een aantal auteurs op het vakgebied houdt de mogelijkheid open dat Epiphanius het tweede citaat ontleend heeft aan een regel uit  Openbaringen 22.2 "Aan weerskanten van de rivier stond een levensboom, die twaalf vruchten gaf, elke maand zijn eigen vrucht". Op deze wijze zou Epihanius met het plaatsen van een min of meer identieke regel in het evangelie van Eva zijn beweringen over de borborieten hebben willen ondersteunen. 